# Erőszakmentes ellenállás
Az erőszakmentes cselekvés vagy erőszakmentes ellenállás a kitűzött társadalmi célokat kizárólag erőszakmentes eszközökkel kívánja elérni, mint például a tüntetés, a gazdasági bojkott és a sztrájk.
Az erőszakmentes cselekvésnek nincs egységes, széles körben elfogadott elméleti kerete. Ugyanakkor számos politikai-mozgalmi vezető és gondolkodó írt az erőszakmentes cselekvés fogalmáról, elvi alapjairól, történetéről és gyakorlatáról, többek között Mohandász Karamcsand Gandhi, Henry David Thoreau, Lev Nyikolajevics Tolsztoj, Martin Luther King, Nelson Mandela.
A Magyarországon az 1848–49-es szabadságharc leverése után, 1849 és 1867 között működő, leginkább Deák Ferenc nevéhez köthető erőszakmentes politikai mozgalmat a magyar történetírás passzív ellenállásnak nevezi.